# سيم سيتي دي سي
سيم سيتي دي سي (بالإنجليزية: SimCity DS)‏ هي لعبة فيديو صدرت في فبراير 22, 2007، وهي متوفرة على أجهزة نينتندو دي إس. اللعبة من تطوير إلكترونيك آرتس ومن نشر إلكترونيك آرتس.

## روابط خارجية
- سيم سيتي دي سي على موقع IMDb (الإنجليزية)